# Il ragazzo dagli occhi neri
Il ragazzo dagli occhi neri è un romanzo di Laura Mancinelli pubblicato per la prima volta da Einaudi nel 2007

## Edizioni
- Il ragazzo dagli occhi neri, collana Arcipelago Einaudi n.124, Einaudi, 2007.
- Biglietto d'amore. I colori del cuore. Il ragazzo dagli occhi neri, collana ET Scrittori, Einaudi, 2008, ISBN 978-88-06-19327-0.